# Kurt Ehrensperger
Kurt Ehrensperger (* 28. Juli 1954 in Bülach) ist ein ehemaliger Schweizer Radrennfahrer.

## Sportliche Laufbahn
Sein erster internationaler Erfolg war der Sieg im Grand Prix Guillaume Tell 1978 mit zwei Etappensiegen. Im August des Jahres gewann er mit dem Schweizer Team die Bronzemedaille im Mannschaftszeitfahren bei den UCI-Strassen-Weltmeisterschaften in Deutschland. 1979 gewann er den Giro del Mendrisiotto und wurde Fünfter in der Rheinland-Pfalz-Rundfahrt. Im Mai fuhr er die Internationale Friedensfahrt, die er auf dem 21. Platz und damit als bester Schweizer beendete. 1982 siegte er in der Schynberg-Rundfahrt.
1986 fuhr er ab Juni den Rest der Saison als Berufsfahrer und beendete im Herbst seine Laufbahn.